# Roter Riesling

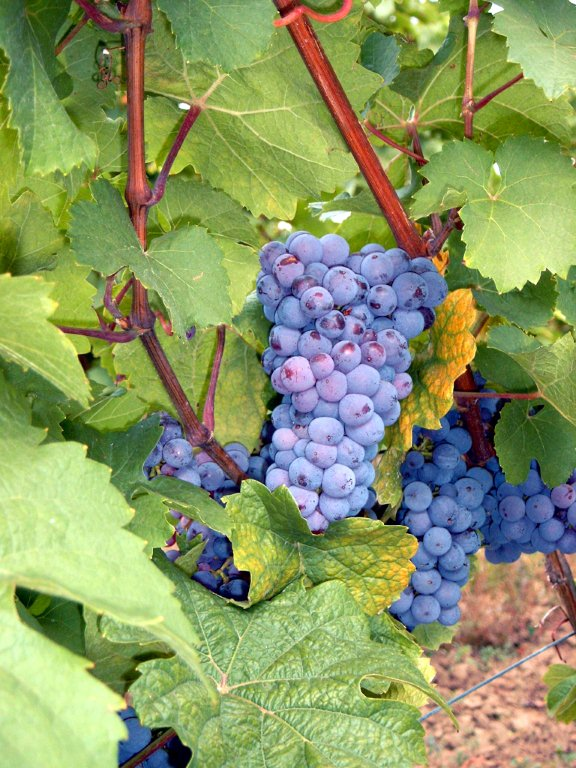
Die dunkle Beerenfarbe charakterisiert den Roten Riesling

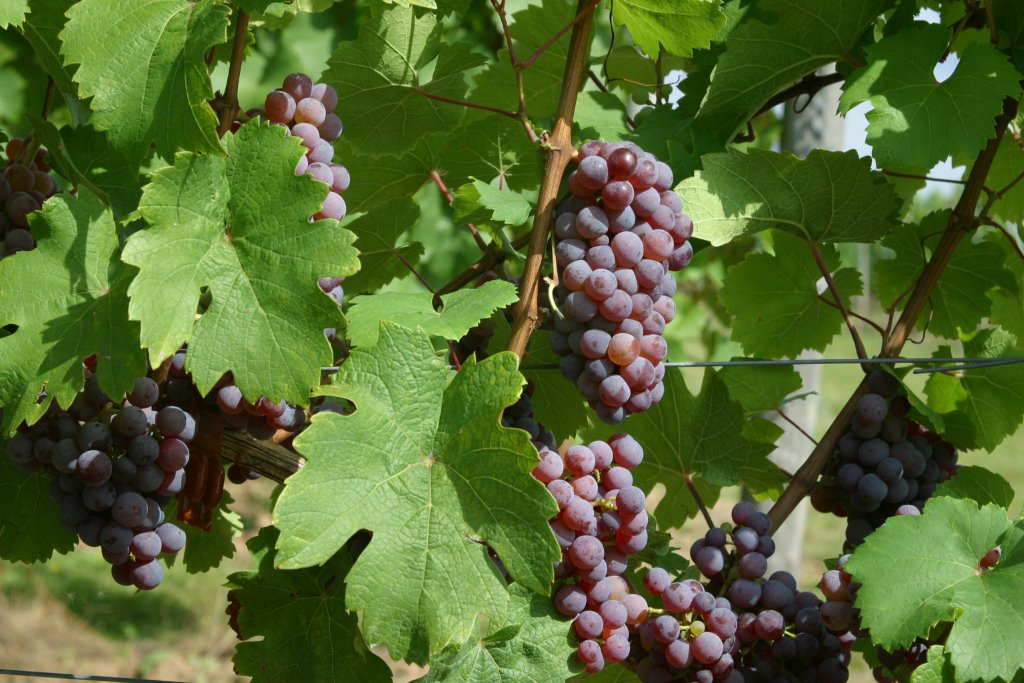
Holz, Blätter und Trauben des Roten Riesling sind dem des Weißen Rieslings ähnlich

Im Vergleich zur weltweit verbreiteten Rebsorte Riesling ist der Rote Riesling als Weißweinsorte heute kaum mehr bekannt. Dabei hat sie eine mindestens ebenso lange Geschichte wie jene einfach nur Riesling genannte Weißweintraube, mit der vor allem deutsche und österreichische Winzer seit Jahren weltweit große Erfolge feiern.
Die Erhaltung genetischer Ressourcen wurde erst im so genannten Rio-Protokoll von 1992 als gesellschaftliche und politische Verpflichtung und Aufgabe festgeschrieben. Dennoch begann das Institut für Rebenzüchtung der Hochschule Geisenheim bereits 1991, mit dem Roten Riesling eine historische Rebsorte erhaltungszüchterisch zu bearbeiten. Neben wissenschaftlichem Interesse waren Anfragen aus der weinbaulichen Praxis der hessischen Anbaugebiete Rheingau und Hessische Bergstraße Auslöser zur Bearbeitung der Rebsorte.

## Herkunft
Die Sorte Roter Riesling überlebte unbeachtet in Sortimenten der Rebenzüchter und Weinbauversuchsanstalten. Ampelographisch bis auf die Beerenfarbe mit dem Weißen Riesling identisch, liegt ein gemeinsamer Ursprung nahe. Von sehr vielen „alten“ Sorten wie Silvaner, Elbling, Gutedel und Muskateller sind blaue, rote und Farbvarianten bekannt. Man geht allgemein davon aus, dass die dunkle Beerenfarbe die ursprüngliche war und durch Mutation das Farb-Gen abgeschaltet wurde. HÖRTER (1822) beschreibt den Roten Riesling als Traube, „aus dem der berühmte Constantia-Kapwein gewonnen wird… Holz, Blätter und Trauben sind jenen der kleinen Rieslinge ähnlich, ersteres jedoch früher und stärker tragbar.“ Ob es sich dabei wirklich um den echten Roten Riesling handelt, ist fraglich. BABO und METZGER (1836) geben als Unterschied zum Weißen Riesling nur die rote Beerenfarbe an. Sie berichten auch, dass Bronner die rote Spielart um Edenkoben in der Pfalz und in Würzburg an der Leisten beobachtet hat. Sie schließen den Abschnitt über den Roten Riesling mit der Bemerkung: „Es wäre wünschenswert, dass man dieser Spielart mehr Aufmerksamkeit schenkte, indem zu erwarten steht, dass dieselbe wichtig für die Weinkultur werden könnte.“ Leider sei dieser Anregung nicht nachgegangen worden.

## Name und Verbreitung
Die Frage nach der Herkunft des Roten Rieslings lässt sich nur über den Weißen Riesling klären. REGNER et al. (1998) haben aufgrund molekulargenetischer Untersuchungen als Elternsorten des Rieslings die Sorte Heunisch und einen Abkömmling von Roter Traminer und Vitis silvestris identifiziert. Als Ursprungsgebiet wird das Rheintal zwischen Karlsruhe und Worms angenommen (BABO 1844, SCHENK 1967).
Die erste Erwähnung von Riesling als Setzreben erfolgte 1435 in einer Rechnung der Grafen von Katzenelnbogen in Rüsselsheim. Auf die erste urkundliche Nennung eines „Rüßelinge Wingart“ 1456 in Lorch (HHSTAW Abt. 22 Urk. 1565) wurde das Fachgebiet Rebenzüchtung in Geisenheim vom früheren Rebenveredler Ewald Pohl aus Lorch 2010 hingewiesen. Für den Namen Riesling gibt es keine einheitliche Schreibweise. Rißling, Ruesseling, Rusling sind nur einige belegte Schreibweisen im 15. Jahrhundert. Möglicherweise kommt der Name von Mittelhochdeutsch (mhd.) „risen“ gleich abfallen und würde auf das Verrieseln der Gescheine zur Blütezeit hindeuten. BRONNER (1857) leitet den Namen von mhd. „rizen“ gleich reißen ab und meint damit in den Stamm reißen oder rissige Borke. SCHENK (1967) sieht den Wortstamm „Ries“ als neuhochdeutsche Abwandlung von mhd. „rus“ gleich dunkel und damit einen Hinweis auf dunkles Holz. Die Holzfarbe des Rieslings ist aber eher gelbbraun. „Rus“ gleich dunkel deutet daher eher auf die dunkelrote Farbe der Trauben als dem auffälligsten Merkmal der Rebsorte hin. Das bedeutet, dass der Rote Riesling wohl die Urform des Rieslings ist. Dafür spricht auch, dass ähnlich wie bei der Sorte Grauburgunder die Beerenfarbe an ganzen Trauben ins Weiße mutieren kann. Vermehrt man die Augen eines Triebes, an dem alle Trauben vollständig ins Weiße mutiert sind, erhält man nur weiße Nachkommen. Diese Mutationen können auch Ursache für das vielleicht schleichende Verschwinden der roten Rieslingform sein. Der Rote Riesling war vermutlich auch im gemischten Satz vorhanden. Bei der aus qualitativen Gründen erfolgten Umstellung auf reinsortige Weinberge wurde der Weiße Riesling dem Roten Riesling aus unbekannten Gründen vorgezogen.

## Eigenschaften
Das Institut für Rebenzüchtung der Hochschule Geisenheim als bedeutender Erhaltungszüchter der Sorte Weißer Riesling wollte die genetische Breite der Sorte erweitern und begann ab 1991 mit der erhaltungszüchterischen Bearbeitung des Roten Rieslings. Für den Anbau steht Pflanzgut von fünf Klonen, die dem neuesten phytosanitären Standard für EU-Rebenvermehrungsgut entsprechen, zur Verfügung. Die Abgabe erfolgt als Züchterpflanzgut. Der Ertrag des Roten Rieslings ist ca. 15 Prozent niedriger als der des Weißen Rieslings Klon 110-06 Gm. Dieser zählt aber zu den ertragreicheren Klonen der Geisenheimer Rieslingkollektion. Das Mostgewicht ist leicht höher. Die Mostsäurewerte sind gleich. Die Frage einer besseren Fäulnisfestigkeit durch die dunkle Beerenfarbe konnte noch nicht abschließend geklärt werden. Das Verhalten zu Stielerkrankungen ist gleich dem des Weißen Riesling. Standortansprüche und Leistungseigenschaften des Roten und Weißen Rieslings sind nahezu identisch. 

## Sensorik
Bei der sensorischen Bewertung der Weine wurden die Weine des Roten Rieslings fast immer als kräftiger und stoffiger beschrieben. Analytisch feststellbar ist immer ein um 2 bis 3 g/l höherer zuckerfreier Extrakt. Durch Maischeerhitzung und Kaltmazeration konnten auch rosafarbene und altgoldene Farbtöne erzielt werden.

## Verwendung
Der Anbau in der Praxis erfolgte ab 2002. Die Sorte ist für die hessischen Anbaugebiete Rheingau und Hessische Bergstraße klassifiziert und kann ohne besondere Bedingungen angepflanzt werden. Nach Angabe der amtlichen Weinbaukartei des Landes Hessen (REG: PRÄS. DARMSTADT, DEZ. WEINBAUAMT ELTVILLE) sind derzeit 14,3308 ha im Rheingau und 12,6341 ha an der Hessischen Bergstraße mit Rotem Riesling bestockt (Stand: 13. Oktober 2014). Die Sorte Roter Riesling ist zudem in den Anbaugebieten Sachsen und Saale-Unstrut klassifiziert. In Rheinland-Pfalz waren 2020 fast 35 ha mit Rotem Riesling bestockt, vor allem in den Weinbaugebieten Pfalz und Mosel.